# Trattato di Pozvol
Il trattato o pace di Pozvol, Pasvalys o Pozwol fu un patto di non aggressione e di alleanza concluso il 5 e 14 settembre 1557 tra la Confederazione livoniana e l'Unione polacco-lituana, ai sensi del quale la prima avrebbe rinunciato alla sua sovranità e sarebbe stata convertita in un protettorato sottoposto all'autorità di Cracovia e Vilnius. Il trattato fu preceduto da dispute tra i membri della Confederazione livoniana e dalla pressione militare di Sigismondo II Augusto, re di Polonia e granduca di Lituania, spingendo lo zar russo Ivan IV "il Terribile" a dichiarare lo scoppio della guerra di Livonia.

## Contesto storico
Alberto, Gran maestro dei cavalieri teutonici, aveva introdotto la Riforma protestante e secolarizzato la parte meridionale dello Stato monastico, istituendo, nel 1525, il primo Stato protestante d'Europa, ovvero il Ducato di Prussia, in armonia con i contenuti del trattato di Cracovia.  I suoi sforzi per introdurre il protestantesimo anche tra le file dell'ordine di Livonia, una branca dei cavalieri teutonici che però godette nei fatti di grande autonomia sin dalla sua fondazione, incontrò la protesta di vari oppositori: il risultato finale fu una Confederazione livoniana divisa a livello religioso.
Quando il fratello di Alberto, Guglielmo, in veste di arcivescovo cattolico di Riga tentò segretamente di supportare il luteranesimo nel suo vescovato, nominando pure il protestante Cristoforo, duca di Meclemburgo, come suo vescovo coadiutore, i feudi cattolici a lui sottoposti insorsero e imprigionarono sia Guglielmo che Cristoforo.

## Trattato
Una delegazione danese giunta nell'odierna Lettonia per spegnere il conflitto non sortì nessun effetto quando intervenne Sigismondo II Augusto, re di Polonia e granduca di Lituania. Ai sensi del trattato di Cracovia, poiché protettore del fratello di Guglielmo, Alberto, cercò di inserirsi nella disputa perché aspirava ad acquisire la Livonia. A tal fine, chiese il rilascio di Guglielmo e Cristoforo e che la Confederazione livoniana accettasse la sua protezione. Quando poi dichiarò guerra e radunò un esercito che potesse partire per la regione del Baltico nel luglio del 1557, l'ordine di Livonia cedette e si firmarono tre trattati. Questi vennero siglati tra il 5 e il 14 settembre nell'accampamento dell'esercito di Sigismondo II Augusto presso Pozvol (riportata anche come Pasvalys, Podzwol o Pozwoł e situata nell'odierna Lituania settentrionale).
Tutte e tre le intese riguardavano la relazione tra i feudi livoniani e Sigismondo. Le prime due furono il risultato di una mediazione degli inviati del Sacro Romano Impero, e furono redatti il 5 settembre. Grazie a questo intervento straniero, Guglielmo tornò a vestire la sua precedente carica di arcivescovo, con tutte le libertà e i diritti in passato a lui concessi. La Livonia ristabilì le sue relazioni diplomatiche con la Lituania, suggellando altresì un patto di mutua assistenza in caso di attacco esterno. Il nuovo gran maestro della Livonia, Guglielmo di Fürstenberg, ribadì l'alleanza e ratificò anche gli altri due trattati il 14 settembre insieme ad altri membri dell'ordine religioso a cui apparteneva.

## Conseguenze
L'alleanza era chiaramente diretta contro una delle grandi potenze dell'Europa orientale, lo Zarato di Russia, allora in lotta per l'egemonia nell'area: proprio la natura di questo nuovo legame spinse Mosca a muovere guerra. Ivan IV "il Terribile", che a marzo aveva messo fine alla guerra russo-svedese con la pace di Novgorod, da allora si concentrò sulla Livonia, mirando innanzitutto all'importante centro commerciale di Dorpat (Tartu).
Lo zar reagì a quanto accaduto a Pozvol invadendo la Livonia prima che l'alleanza si traducesse in un'effettiva mobilitazione di forze, dando inizio alla guerra di Livonia (1558-1583). Quando Reval (Tallinn) si rivolse alla Svezia chiedendo protezione, la Danimarca-Norvegia ne approfittò per occupare l'isola di Ösel (Saaremaa), costringendo l'ultimo gran maestro dell'ordine di Livonia, Gottardo Kettler, a secolarizzare ciò che possedeva ancora non occupato dai russi. Il trattato di Vilnius del 1661 subordinò formalmente Kettler a Sigismondo II Augusto, ricevendo in cambio il titolo di duca di Curlandia e Semigallia.